# مبارك ربيع
مبارك ربيع كاتب وأديب مغربي . ولد بسيدي معاشو سنة 1935 .

## سيرته
ولد سنة 1935 بسيدي معاشو (عمالة سطات). اشتغل بالتعليم الابتدائي ابتداء من سنة 1952. حصل على الإجازة في الفلسفة وعلم النفس وعلم الاجتماع سنة 1967، ثم على دبلوم الدراسات العليا في علم النفس سنة 1975، كما أحرز على دكتوراه الدولة سنة 1988. يشتغل حاليا قيدوما لكلية الآداب والعلوم الإنسانية – بنمسيك سيدي عثمان – البيضاء.
انضم إلى اتحاد كتاب المغرب سنة 1961.
يتوزع إنتاجه بين القصة القصيرة، الرواية، المقالة الأدبية والبحث في علم النفس والتربية. نشر أعماله بمجموعة من الصحف والمجلات: التحرير، العلم، دعوة الحق، أقلام، الآداب، الكتاب العربي، الوحدة، أبعاد فكرية، العربي..

## مؤلفاته

### القصص
- سيدنا قدر، طرابلس، دار المصراتي، 1969.
- دم ودخان، تونس، الدار العربية للكتاب، 1975.
- رحلة الحب والحصاد، بيروت، دار الآداب، 1983.
- البلوري المكسور، شوسبريس، 1991.

### الروايات
- الطيبون، الدار البيضاء، دار الكتاب، 1972.
- رفقة السلاح والقمر، الدار البيضاء، دار الثقافة، 1976.
- الريح الشتوية، تونس، الدار التونسية للنشر، 1977. ( من بين أفضل 105 رواية عربية )
- بدر زمانه، بيروت، المؤسسة العربية للدراسات والنشر، 1984.
-برج السعـود، 1990.
- من جبالنا، توزيع شوسبيرس، 1998.
- درب السلطان: في ثلاثة أجزاء (ج. 1. نور الطلبة، ج. 2. ظل الأحبـاس، ج. 3. نزهة البلدية)
وكلها من توزيع شوسبريس، 1999-2000.

### الدراسـات
- عواطف الطفل: دراسة في الطفولة والتنشئة الاجتماعية، ط. 2، الرباط، الشركة المغربية للطباعة والنشر، 1991
- مخاوف الأطفال وعلاقتها بالوسط الاجتماعي، الرباط، منشورات كلية الآداب والعلوم الإنسانية، 1991

### كتب للأطفال
- أحلام الفتى السعيد، الرباط، وزارة التربية الوطنية، اليونيسيف، 1991.
- ميساء ذات الشعر الذهبي، الرباط، وزارة التربية الوطنية، اليونيسيف، 1991.
- بطل لا كغيره، الرباط، وزارة التربية الوطنية، اليونيسيف، 1991.
- طريق الحرية، توزيع شوسبريس،

## وصلات خارجية
1. 1 2    - https://ar.wikipedia.org/wiki/قائمة_أفضل_مئة_رواية_عربية نسخة محفوظة 16 يوليو 2020 على موقع واي باك مشين.
2. ↑    - http://uemnet.free.fr/guide/ra/ra04.htm نسخة محفوظة 2020-08-25 على موقع واي باك مشين.
3. ↑    - http://www.maghress.com/almassae/14202 نسخة محفوظة 2017-05-12 على موقع واي باك مشين.